# Революция (1906)
Вижте пояснителната страница за други значения на Революция.
„Революция“ с подзаглавие Без революция няма еволюция е български революционен вестник, излизал в Щип, Османската империя в 1906 година.

## История
Вестникът излиза в Щип, по време на управлението на Мише Развигоров в Щипския революционен район. Печатан е на хектограф. Излизат 7 – 8 броя. Редактор на вестника е деецът на Вътрешната македоно-одринска революционна организация Петко Пенчев. Вестникът е неофициален орган на ВМОРО. Според Мите Хаджимишев името на вестника е „Еволюция без революция няма“. Материалите за вестника пристигат от Солун.
Вестникът започва да излиза след временното спиране на „Революционен лист“ в края на 1905 година и е критикуван от този вестник след подновяването му, като е наричан частна инициатива на Пенчев. От страниците му Пенчев обвинява левицата на организацията в прекален реформизъм. Той смята „Революция“ за изразител на новото националреволюционно течение в освободителното движение, а „Революционен лист“ за изразител на старото интернационалреволюционно, което се било наложило след Рилския конгрес на ВМОРО, и чийто представител е Димо Хаджидимов, който искал да спечели организацията за социализма.